# Gobernación de Yekaterinoslav
La gobernación de Yekaterinoslav (Екатеринославская губерния) (desde 1802) era una división administrativa del Imperio ruso.
En 1922, en las provincias de Yekaterinoslav, Mykoláiv y dos otras de la Ucrania, se registraba más un millón de muertos de hambre.

## Correspondencia con la actualidad
- Óblast de Dnipropetrovsk
- Óblast de Donetsk
- Norte del Óblast de Zaporizhia
- Centro del Óblast de Lugansk

## Subdivisiones en uyezd
Los uyezd en los que se divide la gobernación de Yekaterinoslav en las disposiciones de 1802 son:
- Uyezd de Aleksándrov (Александровский)
- Uyezd de Bajmut (Бахмутский)
- Uyezd de Verjnedneprovsk (Верхнеднепровский)
- Uyezd de Yekaterinoslav (Екатеринославский)
- Uyezd de Mariúpol (Мариупольский)
- Uyezd de Novomoskovsk (Новомосковский)
- Uyezd de Pavlograd (Павлоградский)
- Uyezd de Slavianoserbsk (Славяносербский) luego renombrado como Lugansk (Луганск)